# Mount Hanang
Mount Hanang ist ein 3420 m hoher Berg in Tansania. Hanang befindet sich in Region Manyara, Distrikt Hanang. Er ist (nach Mount Kilimanjaro, Mount Meru und Loolmalasin) der vierthöchste Berg Tansanias, wenn man die drei Gipfel des Kilimandscharo zu einem Berg zählt.
Der Hauptpfad zum Gipfel beginnt in der Stadt Katesh. Die Besteigung kann an einem Tag (10 Stunden) erfolgen, aber es ist auch üblich, dass Kletterer eine Nacht in einem Zeltcamp auf dem Berg verbringen und den Gipfel am zweiten Tag erreichen.

## Bilder

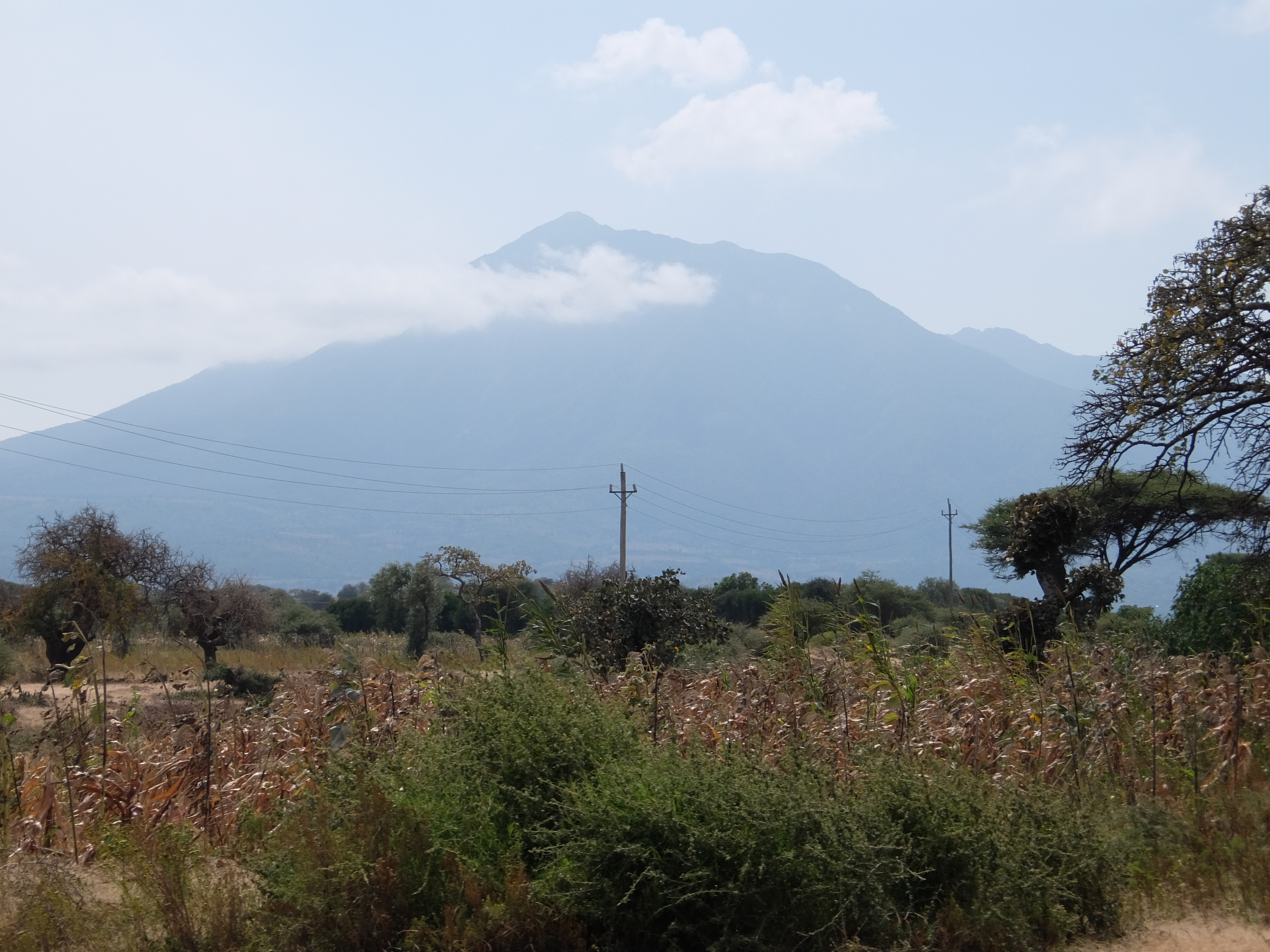
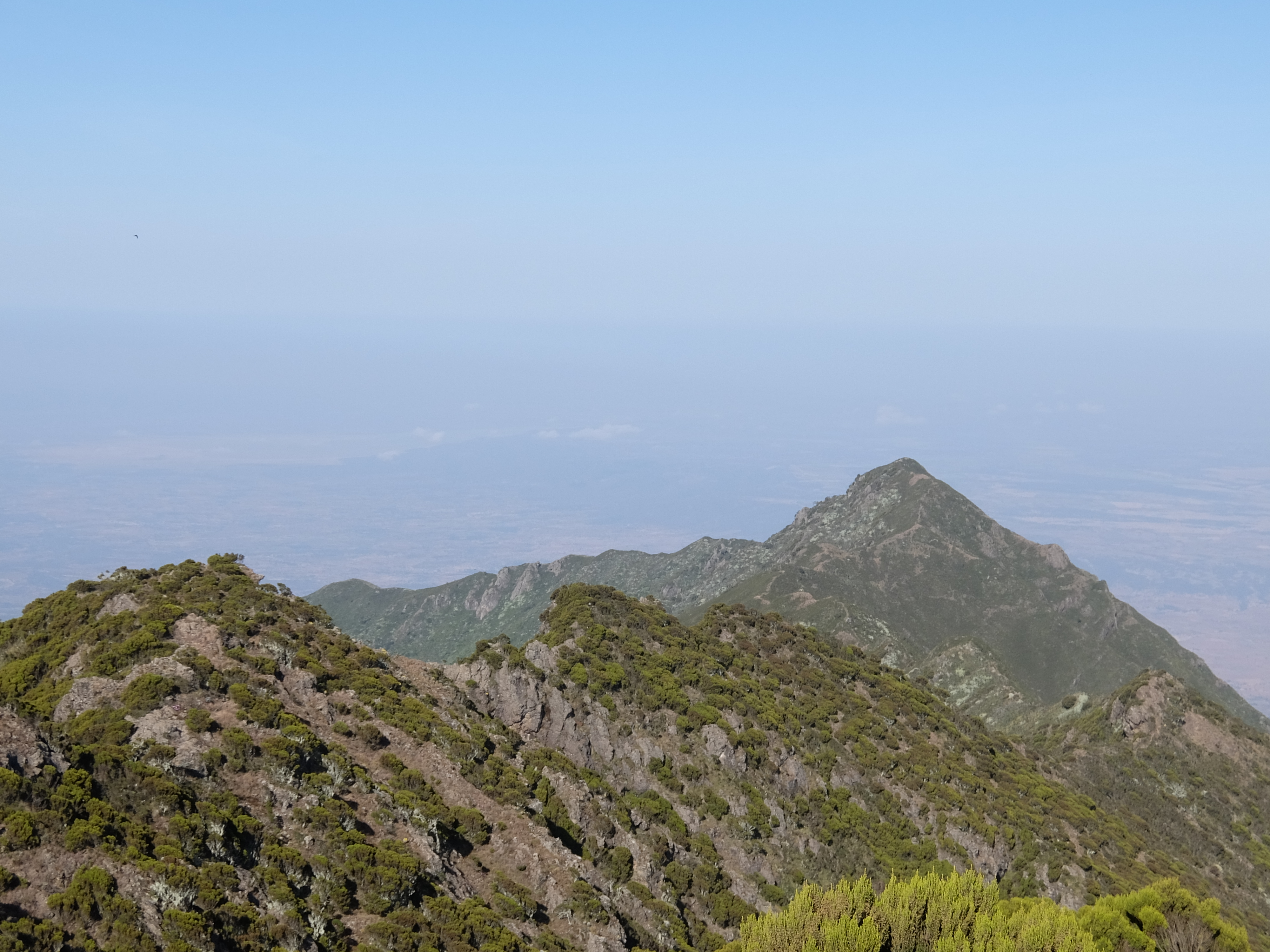
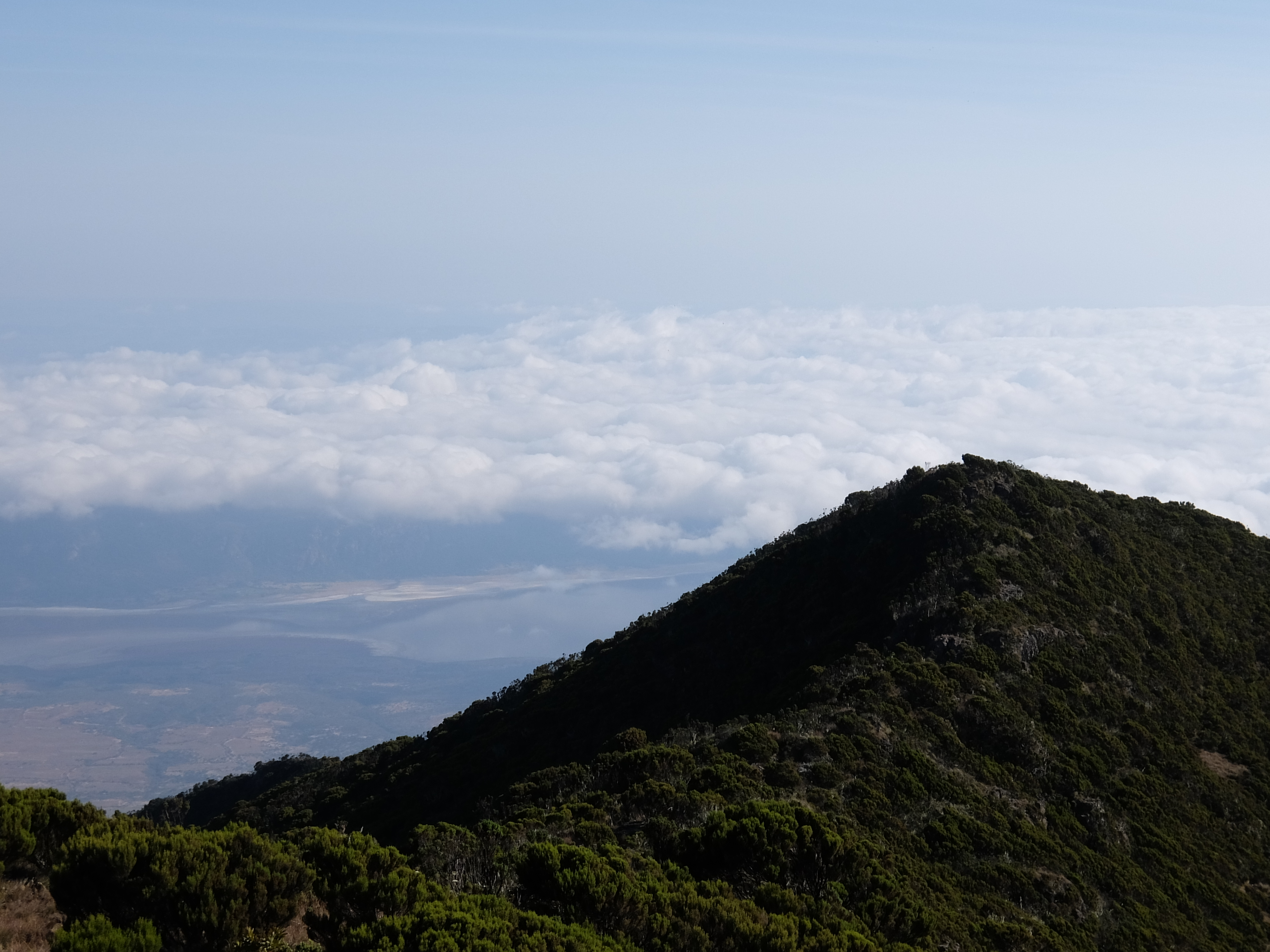
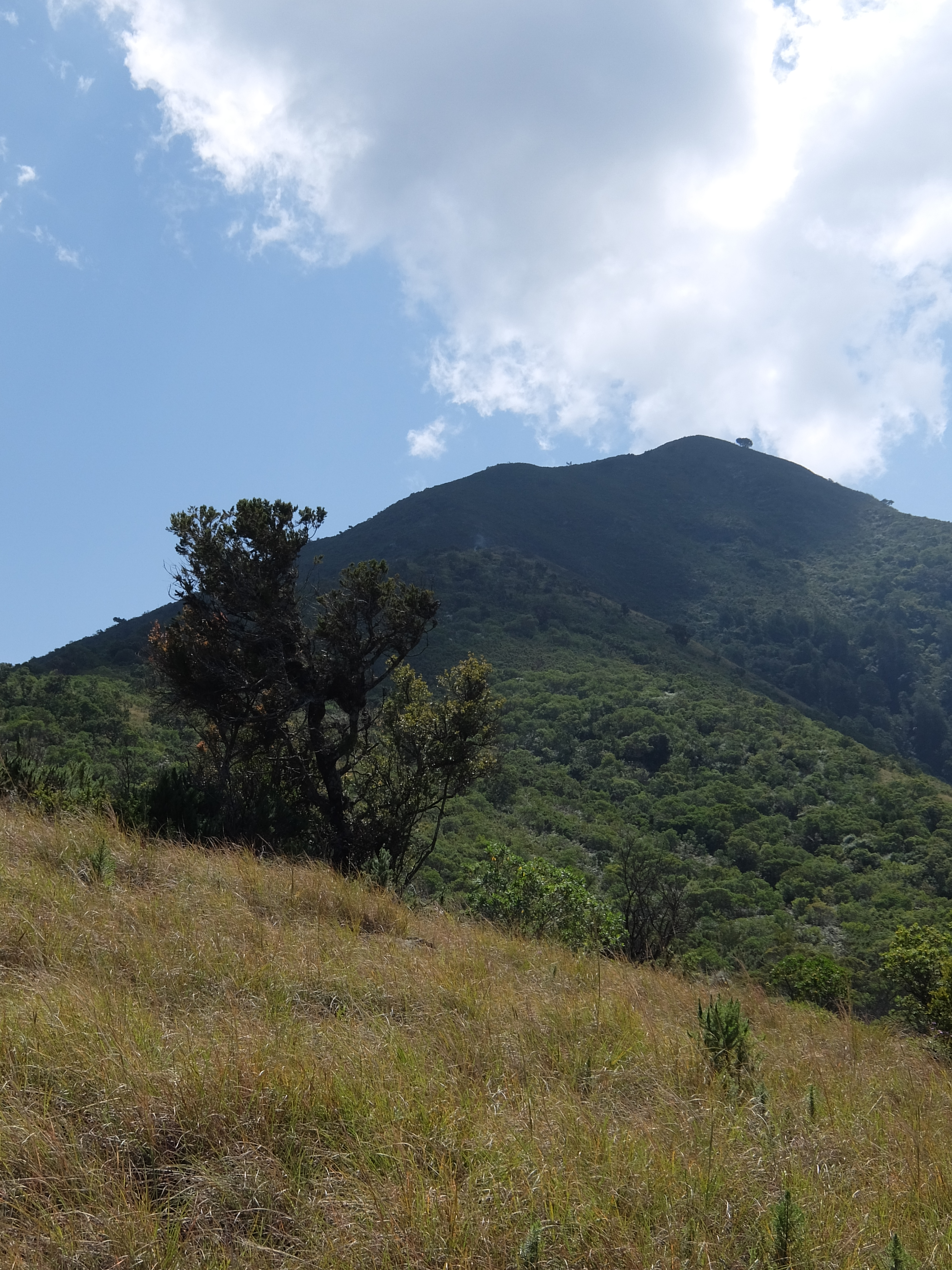

## Hanang-Waldreservat
Das Mount Hanang Nature Forest Reserve hat eine Fläche von 58,71 km² und bildet eine geschützte Enklave von immergrünem Bergwald an den höheren Hängen des Berges. Zwischen 2000 und 2700 Metern Höhe bedeckt dieser Wald die feuchteren Ost- und Südhänge des Berges, während die trockeneren West- und Nordhänge trockene Bergwälder mit Buschland und Grasland auf den Kämmen beherbergen. Oberhalb von 2.700 m gehen die Wälder in Moorbeet-Heide und hochgelegenes Grasland über.